# Калінгаттупарані
Калінгаттеупарані — тамільська поема та військова пісня XII століття, написана Джаямкондаром на честь перемоги Кулотунги Чола I над правителем Калінгів, Анантаварманом Чодаґанґою.
Поема яскраво змальовує батальні сцени. Вважається одним із шедеврів тамільської літератури із неперевершеними стилем і мовою. Головним героєм епосу є Кулотунга Чола I. Джаякондар, який був придворним поетом, розкрив такі різні лінії, як народження царя, його родину, участь у битвах у ранні роки, сходження на престол держави Чола, його подвиги та переїзд до міста Канчі. Зрештою автор змалював обставини, що призвели до війни з Калінгою, а також перемогу царя у тій війні.